# アラベラ・チャーチル

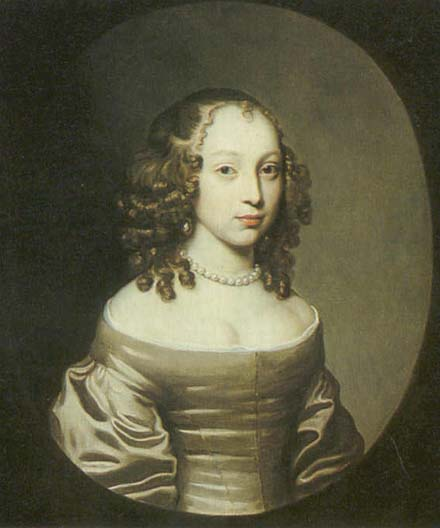
アラベラ・チャーチル

アラベラ・チャーチル（英語: Arabella Churchill, 1649年2月28日 - 1730年5月4日）は、イングランド・スコットランド国王ジェームズ2世の愛妾。

## 生涯
サー・ウィンストン・チャーチルとエリザベス（1622年ごろ – 1697年、旧姓ドレーク）夫妻の娘で初代マールバラ公爵ジョン・チャーチルの姉として、1649年2月28日にデヴォンのアッシュ・ハウス（Ashe House）で生まれた。イングランド王政復古の後、しばらくアイルランドで過ごしたが、やがてイングランドに戻り、1665年にヨーク公妃アン・ハイドの女官となった。
1665年秋、当時ヨーク公だったジェームズの狩りに同行した際誤って落馬してしまった。その時に、脚を露わにして失神したため、脚線美に見とれたジェームズに気に入られ、同年冬にはジェームズの愛妾となった。アン・ハイドが死去し、1673年にジェームズがメアリー・オブ・モデナと再婚した後も関係は続きいた。
1678年にはキャサリン・セドリーが宮廷に入ると、アラベラとジェームズの関係はすぐに終わり、アラベラは1679年4月7日に出国許可を得て、子女2人とともにフランスに向かった。同じく1679年ごろに廷臣のチャールズ・ゴドフリー（1648年ごろ – 1715年2月23日）と結婚した。
名誉革命にあたり、弟ジョンとその妻サラと同じくジェームズ2世を見捨て、1692年5月にジョンがロンドン塔に投獄されたときは弟を訪れ、夫ゴドフリーも庶民院でジョンを擁護した。1692年7月にイングランド王ウィリアム3世より年金を与えられ、1694年にはイングランド銀行に投資したが、1720年代の南海泡沫事件で損失を出した。
晩年は認知症になり、1730年5月4日にロンドンで死去、10日にウェストミンスター寺院に埋葬された。遺言状でイギリスから追放された息子ベリック公爵について言及せず、イングランドに住む娘3人にそれぞれ資産を遺贈した。

## 子女
ジェームズとの間に少なくとも5人の子を儲けた。
1. ヘンリエッタ・フィッツジェームズ（英語版）（1667年 - 1730年） - 1683年ｍ初代ウォルドグレイヴ男爵ヘンリー・ウォルドグレイヴと結婚[1]。その後、ガルモエ子爵ピアース・バトラーと再婚
2. 夭折または死産（1669年[1]）
3. ジェームズ・フィッツジェームズ（1670年8月21日 - 1734年） - 陸軍軍人、ジャコバイト貴族の初代ベリック公爵[1]
4. ヘンリー・フィッツジェームズ（1673年 - 1702年） - ジャコバイト貴族の初代アルベマール公爵[1]
5. アラベラ・フィッツジェームズ（1762年没） - フランスの修道女[1]

チャールズ・ゴドフリーとの間に3人の子を儲けた。
1. シャーロット（1679年ごろ - 1754年3月22日） - 1700年4月23日、初代ファルマス子爵ヒュー・ボスコーエンと結婚、子供あり[3]
2. フランシス（1681年6月15日洗礼 - 1712年10月6日） - 庶民院議員、生涯未婚[4]
3. エリザベス（1683年 - 1761年[5]） - 1702年4月24日、エドマンド・ダンチ（英語版）と結婚、子供あり[6]

## 関連図書
- Shuckburgh, Evelyn Shirley (1887). "Churchill, Arabella" . In Stephen, Leslie (ed.). Dictionary of National Biography (英語). Vol. 10. London: Smith, Elder & Co. p. 307.
- 臼田, 昭『モールバラ公爵のこと：チャーチル家の先祖』研究社、1979年。